# Mirabell

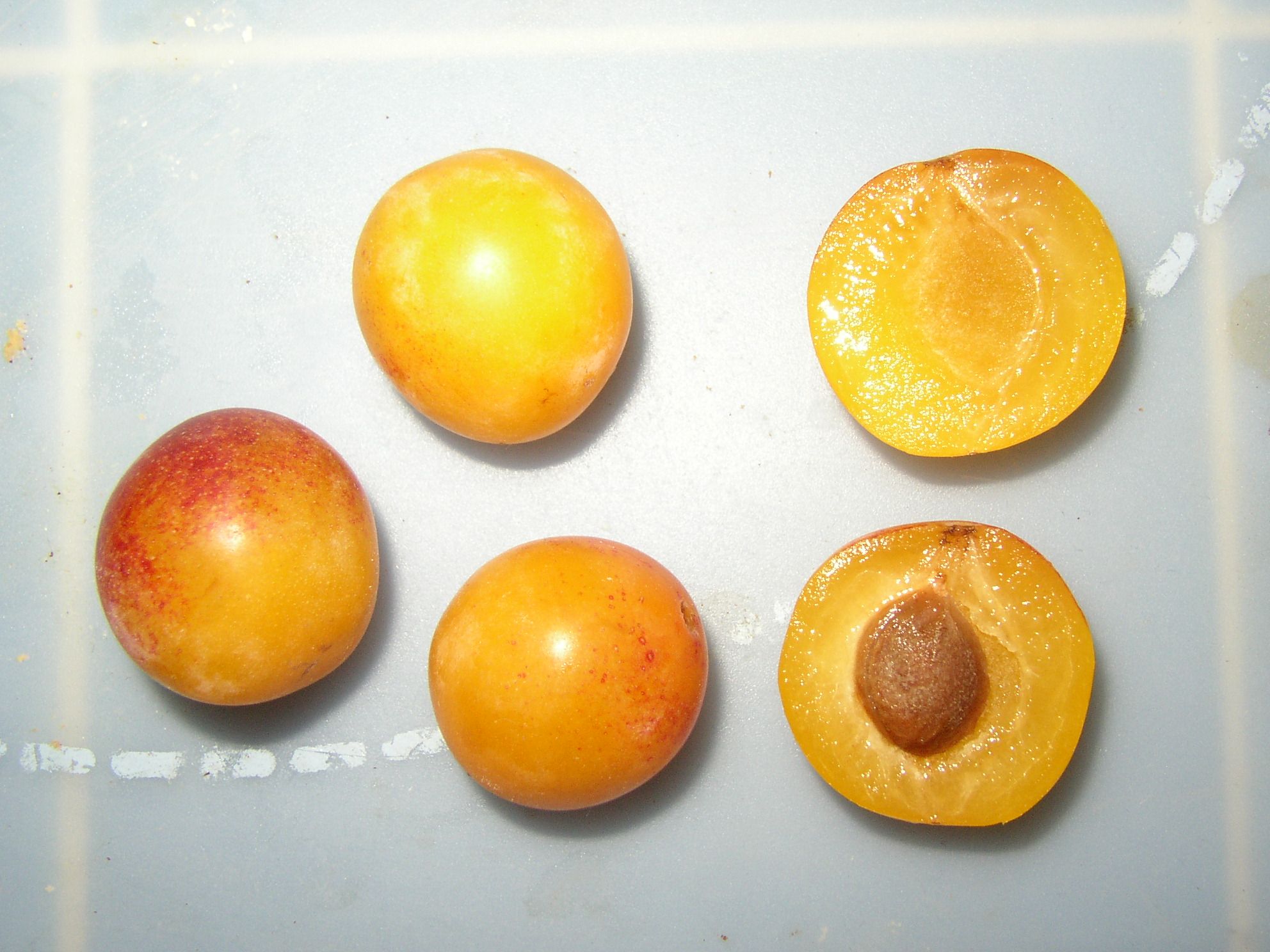

Mirabell är ett träd med klotformig gul frukt, ca 2-2,5 cm stor. Mirabeller är nära släkt med krikon som hör till arten plommon i familjen rosväxter. Den härstammar från nordöstra Frankrike, särskilt från regionen Lorraine. Träden självsår sig då kärnorna sprids med fåglar.
I Halland kallas de sperling. Inte att förväxla med körsbärsplommon (prunus cerasifera) som ibland kallas mirabell i Skåne och Danmark.